# Янка Рупкина
Янка Анастасова Рупкина е българска народна певица, изпълнителка на песенен фолклор от Странджанския край. Световната си известност певицата дължи на своя изключителен глас и на работата си с вокално трио „Българка“.

## Биография
Янка Рупкина е родена на 15 август 1938 година, но поради трудното възстановяване на майка ѝ след раждането е записана в регистрите с рождена дата 25 август. През 1954 г. завършва средното си образование в техникум за медицински сестри в Бургас.
В семейството ѝ винаги се е пеело. Тя самата запява народни песни от малка и на 22 години печели първа награда от събора-надпяване в село Граматиково. Сред гостите на събора са и видни фолклористи, които я канят в София на конкурс на Ансамбъла за народни песни на Българското национално радио, който Рупкина печели. От 1960 г. в продължение на 30 години е негова солистка. Прави много записи за фонда на БНР, издава няколко грамофонни плочи в „Балкантон“, снима много филми за БНТ. В много от записите ѝ се откриват варианти за съвременна интерпретация на фолклорното песенно наследство. Осъществява много модерни фолклорни проекти с трио „Спешен случай“, с композитора Димитър Пенев и с кавалджията Теодосий Спасов. Нейната песен „Калиманку, Денку“ в обработка на Красимир Кюркчийски впечатлява особено много швейцарския продуцент Марсел Селие, който я нарежда сред любимите си в поредицата албуми на „Мистерията на българските гласове“.
За изключителното си вокално майсторство е удостоена с много награди:
- 1961 – първа награда от радиотелевизионния конкурс в Нови Сад,
- 1967 – първа награда в международния фолклорен фестивал в Картаген, Тунис,
- 1973 – награда от международния фестивал на грамофонната плоча в Братислава.
- 2007 – награда „Нестинарка“ на Международния фолклорен фестивал в Бургас.[2]

В края на 1970-те години заедно с Ева Георгиева и Стоянка Бонева създава трио „Българка“. Именно с трио „Българка“ Янка Рупкина печели световна популярност и представя българското народно пеене по целия свят. Самостоятелно и с триото осъществява съвместни проекти със световноизвестни музиканти като Кейт Буш, Крис де Бърг, Джордж Харисън, Линда Ронстад и „Трансглобал Ъндърграунд“.
Преломен момент в живота на певицата е 21 декември 1971 г. На този ден група български музикални изпълнители, между които Янка Рупкина, Паша Христова, Мария Нейкова, Борис Гуджунов, фолклорен ансамбъл „Аура“, трябва да заминат за Алжир. Неправилната поддръжка на самолета обаче предизвиква тежка катастрофа, при която Паша Христова загива. Рупкина остава жива, но е с изгаряния по ръцете, за които по-късно твърди, че ѝ дават сила да лекува.
Янка Рупкина издирва и записва стотици оригинални песни от Странджанския край за БНР и Балкантон. През 2005 г. излиза албумът ѝ „Керанка“, посветен на майка ѝ, като резултат от сътрудничеството на Рупкина с холандския композитор Робърт Елмар Янка Рупкина записва много сполучливи дуети с Калинка Вълчева, Йовчо Караиванов и Добрин Коев.
През 2012 година е удостоена с високото държавно отличие орден „Кирил и Методий“.
Почетен гражданин на Бургас от 2017 г.